# برونو زيمر
برونو زيمر (بالألمانية: Bruno Zimmer) (و. 1956 – م) هو سياسي، من ألمانيا، ولد في ايدار اوبراشتاين، هو عضوٌ في الحزب الديمقراطي الاجتماعي الألماني.

## مناصب
تولى منصب عمدة.